# Husar

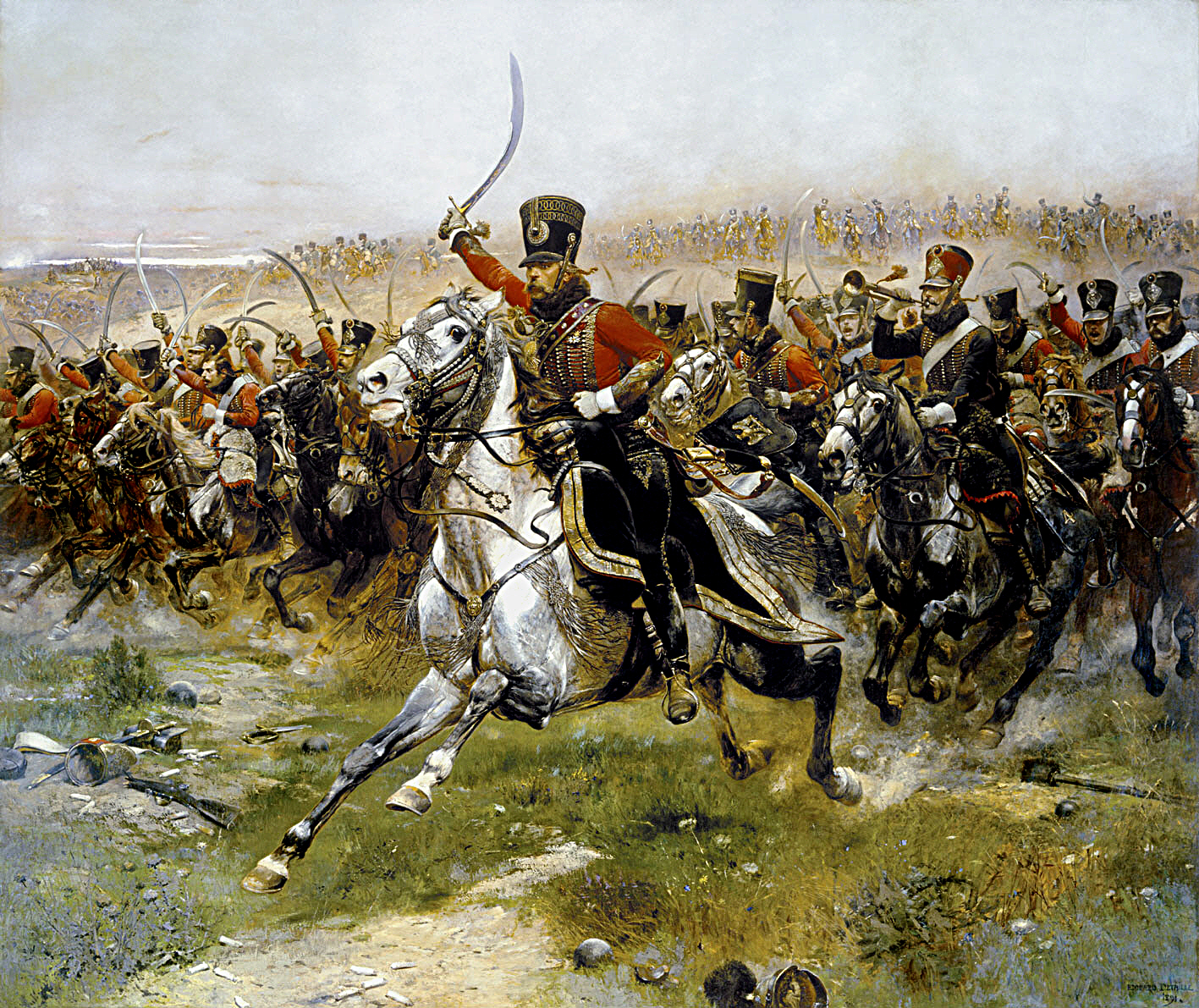
Şarja husarilor francezi la Friedland

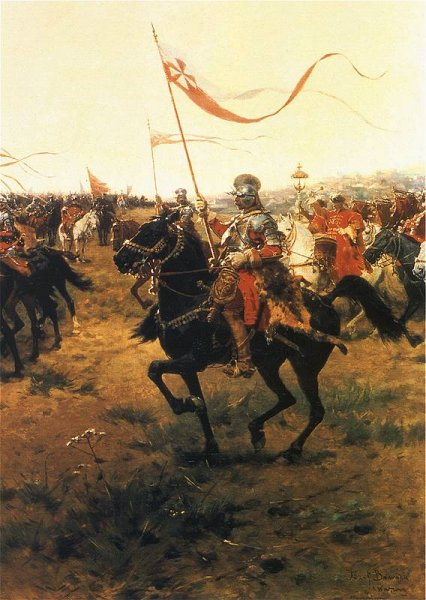
Husar polonez

Husar (din maghiară huszár, plural huszárok, în poloneză Husaria) se referă la mai multe tipuri de cavalerie ușoară în Europa începând din secolul al XV-lea. 